# 食戟之靈
《食戟之靈》是由日本漫畫家附田祐斗（原作）和佐伯俊（作畫）所創作的日本漫畫作品，於《週刊少年Jump》2012年第52號至2019年29號連載。另有煮食研究家森崎友紀協力。
故事敘述主角幸平創真到料理學校奮鬥的過程。標題的「食戟」是自創語，指作品中一種以料理進行對決的比賽。本作品除了有著與其它料理漫畫類似的、品嚐料理之後出現的誇張反應之外，特別之處在於這些反應表現得十分煽情，通常表现为爆衣，故有大量裸露的鏡頭。因此在香港J2播出時，大部分集數分級為「M成年觀眾」。而在中國大陸，爱奇艺等影片分享網站引進並網路播放本作時更需要對這些裸露鏡頭進行刪減或模糊化處理以應對當地廣電監管部門極其嚴苛的審查制度。
改編的同名電視動畫，由動畫公司J.C.STAFF製作。2015年4月至9月播放第1季（本篇全24集+OVA全2集）；2016年7月至9月播放第2季（本篇全13集+OVA全2集），副標題為「貳之皿」；2017年10月至12月播放第3季前半部（本篇全12集+OVA全1集），副標題為「餐之皿」；2018年4月至6月播放第3季後半部（全12集），副標題為「餐之皿 遠月列車篇」；2019年10月至12月播放第4季（全12集），副標題為「神之皿」；2020年4月起播放第5季，但因2019冠狀病毒病日本疫情影響第3話起延期播放，於2020年7月3日重新開播，副標題為「豪之皿」（全13集）。

## 故事大綱
作品的舞台是位於東京的一所料理名校「遠月學園」。
國中畢業後為了繼承家業「幸平餐館」， 主角幸平創真不斷磨練自己的廚藝，每天總是以料理人的父親為挑戰目標。因為父親的安排來到「遠月學園」，以插班生就讀。創真一到那裡，不僅邂逅了擁有「神之舌」的女主角薙切繪裡奈，還在入學典禮的台上揚言要成為整個學園最厲害的學生…
在畢業率不到百分之十的「遠月學園」裏，來自各地廚藝精銳的年輕人彼此較勁，互相爭奪料理頂點的戰場。在這料理便是一切的世界，所有敵人都必須用料理來征服。為了擊敗對手，互相賭上等價的賭注，用料理進行單對單決鬥，就是遠月的傳統料理對決－「食戟」。

## 用語
食戟
遠月學園學生之間進行料理的對決，是為了解決糾紛而制定。如果無法分出高下將擇日再次對決。另外，食戟不准私下進行。
要進行食戟需滿足三項條件：『須要有合符資格的裁判員』、『裁判員必須為單數』、『對戰者雙方同意比賽形式』。第三項必須是對戰者拿出與自身地位相符的「賭注」，敗者將會被奪走、也會失去校內的地位和權限。
因為食材的調度也是廚師的本領之一，在食戟中使用的食材和料理工具全由對戰者自行準備。食戟的日期時間、以及對戰雙方設定的賭注條件會保存於『食戟管理局』。
遠月茶寮料理學園
日本首屈一指的料理學校，簡稱『遠月學園』。有分國中部和高中部。制服男女統一是西裝。總帥為長遠月十傑之首，其下設有『遠月學園』的教育部門、負責食材的管理和流通的生產部門、觀光部門的『遠月渡假村』、研究部的『薙切國際科研組』，除此之外有外國部門、宣傳部門與總務部門。
執行嚴格的少數精銳教育，貫徹競爭主義。導致近千人的高一新生升上二年級時不滿百人，順利畢業者一隻手就能數完，畢業率一向不到百分之十。因為『遠月學園』的品牌名氣，即便中途退學，曾就學過一事仍能為了廚師生涯鍍金，畢業者更能成為一生橫行料理界的巨星。
校內佔地廣大，擁有各種設施。上課內容不限於料理的基本技巧和食材的知識，也包含營養學、公共衛生學、栽培概論、企業管理學。
遠月十傑評議會
由遠月學園內美食地位排行前十的學生所組成的委員會，簡稱『遠月十傑』或『十傑』。由於學園內大多事物都是交給學生自行處理，所以無論什麼議題都必須經由十傑商議決定，可說是學校最高的決策組織，地位與學園總帥相同。甚至能更換學園總帥的地步，連教師都不能無視十傑的決定。
極星寮
遠月學園的學生宿舍，外觀為雅致的西洋式二層建築。現任管理員是『大御堂文緒』，要入住極星寮需通過她的本領考驗。過去住宿客滿期間出了好幾個「十傑」成員，黃金時代時甚至有一年「十傑」成員全是住宿生。但現在遠月學園多數學生採租屋通勤或開車接送、導致住宿生變少，現在已淪為怪人的巢穴。
根據管理員所言，二十年前才波城一郎和堂島銀就學期間為極星寮帶來黃金時代，以兩人為中心藉由食戟奪取土地、增加腹地面積和廚房設備，不久之後極星寮就成了唯一採取單獨預算制的設施，造成學園職員極少數人才知道其存在。對此幸平城一郎笑稱簡直是獨立國家。由於當時的極星寮勢力連連獲勝，因而招來了無數人的怨恨，因此自當時開始，保留大量的防禦設備，以防其他人破壞極星寮。
遠月渡假村
遠月學園的觀光部門在能眺望富士山、蘆之湖的名勝經營十數家飯店和旅館的合稱。負責人是學園畢業生堂島銀。
薙切國際科研組
薙切愛麗絲的父親以丹麥為根據地所成立的美食綜合研究機構。進行著基於分子食物理論的料理技術研究，善用各種最先進技術儀器，如同化學實驗般的進行料理。負責人是薙切愛麗絲的母親。薙切愛麗絲就讀遠月學園前，5歲到14歲期間一直待在此處學習。
住宿研修
遠月學園高中一年級全體學生參加的強化集訓，舉辦地點為學園的旗下組織『遠月渡假村』之一『遠月離宮』飯店。每天進行殘酷的料理試練，不合格者即勒令退學的地獄集訓。集訓講師包含在料理界第一線活躍的學園畢業生，也有與渡假村合作的食材生產者和其家人擔任審查員。學園畢業生會評定學生的資質以便確保優秀人才，同時此集訓也是一年級生入選『秋季選拔』的參考依據。
秋季選拔
每年暑假後舉辦，高中部一年級生為參賽者進行廚藝競爭、是遠月學園傳統的美食祭典。在幸平創真的學年中是第43回。從截至『住宿研修』為止的成績和未來發展性挑出候補者，再由十傑逐一篩選、最後選出60位參賽者。審查員由學園理事和出資者等美食權威擔任。會場備有常見食材、料理工具和設備，也允許參賽者自備食材和道具。另外，對戰雙方同意的話，也可進行食戟。歷代十傑幾乎都有參加過的經驗。現任十傑是主辦人，並不參加選拔。
月天之間
僅限十傑之間進行食戟才可允許使用的大會場。為了表示對歷代獲得第一席者的敬意，會將他們的照片掛於牆上，目前確認有『堂島銀』和『四宮小次郎』的照片。天花板可開關，打開時天窗會正對著月亮，此為會場名字的由來。也是秋季選拔第二戰的舉辦場地，決賽會打開天花板，決鬥時間為月亮從天窗全出現到全消失。
遠月校報
從學園草創期就發行至今、歷史悠久的校內報紙，簡稱「遠報」。網羅校內及校外周邊的各種情報，幾乎每日發行。從秋季選拔等公開活動的特別報導、超一流主廚的訪談，到好康消息、省電小技巧都有刊載。
月饗祭
遠月學園的學園祭，分為主要大道區域、中央區域、臨山區域三個區域。每日傍晚六點為止對三個區域各店面當日營業額做總結，並分別進行排名。每年連續五天的期間內訪客人數總計超過50萬人次的巨大美食嘉年華，其中也包含國內外的眾多VIP貴賓。
以臨山區域餐點價格最為昂貴，主要大道區域價格最為便民，但其中也存在與所在區域平均價格差異較大的店面，如臨山區域以一色慧和極星寮成員們為主開張的煮芋會。: 與日落後大多準備打烊的主要大道和中央區域不同，由於眾多來賓會選擇直接住在學園校區或遠月渡假村，因此臨山區域的餐廳多有提供全套晚餐服務。
黃金世代
是指能力很強、且具有異於常人天份的學生世代，其中大多是住在宿舍「極星寮」，因此又被稱作是「極星寮的黃金世代」。這群學生的能力拔群、廚藝技巧高妙，在各項大小的校內外廚藝競賽幾乎是無往不利、所向披靡。這些學生大多成為「十傑」，被所有師長、學生所敬重、欽佩。代表人物：才波城一郎、堂島銀、中村薊、海老澤理子和汐見潤等人。
白銀世代
是指能力和天分異於常人，但遜於黃金世代的強者。這些學生的能力和天分雖然遜於黃金世代，但是對於其他的強敵亦能勉力對戰。這些學生大多也成為「十傑」，也被所有師長、學生所敬重、欽佩。代表人物是四宮小次郎、水原冬美、乾日向子等人。
璞玉世代
是指能力和天分異於常人，被看好有機會超越前輩的學生。這些人一部分是黃金世代的子嗣，但更多是歸國子女。這些學生從小就在殘酷的地方進行訓練(如薙切繪里奈從懂事開始就進行品嘗料理鑑識；幸平創真和黑木場 涼則是在廚房進行鍛鍊等)，所以磨練出堅毅的性格。由前總帥親自召集。代表人物：薙切繪里奈、幸平創真、葉山煌、薙切愛麗絲、黑木場 遼、阿爾迪尼兄弟、田所惠等人。

## 出版書籍

### 漫畫
- 附田祐斗（原作）、佐伯俊（作畫）、森崎友紀（協力） 『食戟之靈』集英社〈JUMP COMICS〉

在「全日本書店員評選推薦漫畫作品2014」中，《食戟之靈》在15部年度最佳作品中排名第三。
| 卷數 | 集英社 | 集英社         | 集英社                                        | 東立出版社       | 東立出版社     | 東立出版社             | 天下出版             | 天下出版       | 天下出版               |
| 卷數 | 副標題 | 發售日期       | ISBN                                          | 副標題           | 發售日期       | ISBN                   | 副標題               | 發售日期       | ISBN                   |
| ---- | ------ | -------------- | --------------------------------------------- | ---------------- | -------------- | ---------------------- | -------------------- | -------------- | ---------------------- |
| 1    |        | 2013年4月4日   | ISBN 978-4-08-870721-1                        | 無盡的荒野       | 2013年12月6日  | ISBN 978-986-337-152-6 | 無邊際的荒野         | 2013年7月10日  | ISBN 978-988-8213-73-3 |
| 2    |        | 2013年6月4日   | ISBN 978-4-08-870762-4                        | 冰之女王與春之嵐 | 2014年1月20日  | ISBN 978-986-337-153-3 | 冰之女王和春之暴風雨 | 2013年9月11日  | ISBN 978-988-8213-80-1 |
| 3    |        | 2013年8月2日   | ISBN 978-4-08-870787-7                        | 無上的Recette    | 2014年3月7日   | ISBN 978-986-337-154-0 | 最好的食譜           | 2013年10月25日 | ISBN 978-988-8214-10-5 |
| 4    |        | 2013年9月4日   | ISBN 978-4-08-870822-5                        | 其之面貌         | 2014年4月9日   | ISBN 978-986-337-365-0 | 那張面容             | 2013年12月4日  | ISBN 978-988-8214-34-1 |
| 5    |        | 2013年12月4日  | ISBN 978-4-08-870855-3                        | 躍動的料理人     | 2014年5月5日   | ISBN 978-986-348-012-9 | 躍動的廚師           | 2014年1月24日  | ISBN 978-988-8214-49-5 |
| 6    |        | 2014年2月4日   | ISBN 978-4-08-880007-3                        | 戰鬥的記憶       | 2014年6月6日   | ISBN 978-986-348-463-9 | 戰鬥的記憶           | 2014年3月15日  | ISBN 978-988-8214-57-0 |
| 7    |        | 2014年4月4日   | ISBN 978-4-08-880044-8                        | 群狼             | 2014年7月10日  | ISBN 978-986-348-868-2 | 群狼                 | 2014年5月29日  | ISBN 978-988-8214-78-5 |
| 8    |        | 2014年7月4日   | ISBN 978-4-08-880138-4                        | 投注心意         | 2014年8月7日   | ISBN 978-986-365-367-7 | 加入真心             | 2014年8月23日  | ISBN 978-988-8215-04-1 |
| 9    |        | 2014年9月4日   | ISBN 978-4-08-880176-6                        | 『玉』之世代     | 2014年10月17日 | ISBN 978-986-365-888-7 | 『玉』之世代         | 2014年10月28日 | ISBN 978-988-8215-24-9 |
| 10   |        | 2014年11月4日  | ISBN 978-4-08-880212-1                        | 對決的條件       | 2014年12月17日 | ISBN 978-986-382-363-6 | 勝負的條件           | 2014年12月27日 | ISBN 978-988-8215-38-6 |
| 11   |        | 2015年3月4日   | ISBN 978-4-08-880318-0                        | 早晨終將再來     | 2015年5月8日   | ISBN 978-986-431-096-8 | 黎明仍將到來         | 2015年4月30日  | ISBN 978-988-8215-54-6 |
| 12   |        | 2015年4月3日   | ISBN 978-4-08-880331-9                        | 月光的記憶       | 2015年6月15日  | ISBN 978-986-431-230-6 | 月光的記憶           | 2015年6月16日  | ISBN 978-988-8215-63-8 |
| 13   |        | 2015年6月4日   | ISBN 978-4-08-880367-8                        | Stagiaire        | 2015年7月29日  | ISBN 978-986-431-677-9 | 實習生               | 2015年7月24日  | ISBN 978-988-8215-74-4 |
| 14   |        | 2015年8月4日   | ISBN 978-4-08-880448-4                        | 魔法師再現－!!   | 2015年10月13日 | ISBN 978-986-462-048-7 | 魔術師再臨－!!       | 2015年10月29日 | ISBN 978-988-8215-89-8 |
| 15   |        | 2015年10月3日  | ISBN 978-4-08-880486-6                        | 月饗祭           | 2015年12月9日  | ISBN 978-986-462-384-6 | 月饗祭               | 2015年12月17日 | ISBN 978-988-8216-02-4 |
| 16   |        | 2016年1月4日   | ISBN 978-4-08-880583-2                        | 被囚禁的女王     | 2016年3月1日   | ISBN 978-986-462-887-2 | 被囚禁的女王         | 2016年3月1日   | ISBN 978-988-8216-28-4 |
| 17   |        | 2016年3月4日   | ISBN 978-4-08-880628-0                        | 殺一儆百         | 2016年5月3日   | ISBN 978-986-365-556-5 | 殺雞儆猴             | 2016年4月25日  | ISBN 978-988-8216-43-7 |
| 18   |        | 2016年5月2日   | ISBN 978-4-08-880670-9 ISBN 978-4-08-908262-1 | 開始反擊！       | 2016年6月30日  | ISBN 978-986-470-404-0 | 反擊開始！！         | 2016年6月28日  | ISBN 978-988-8216-56-7 |
| 19   |        | 2016年7月4日   | ISBN 978-4-08-880745-4                        | 目標頂點之人     | 2016年8月11日  | ISBN 978-986-470-672-3 | 要攀上頂點的人       | 2016年9月7日   | ISBN 978-988-8216-86-4 |
| 20   |        | 2016年9月2日   | ISBN 978-4-08-880776-8                        | 凍結的思緒       | 2016年11月10日 | ISBN 978-986-470-999-1 | 凍結的心情           | 2016年11月1日  | ISBN 978-988-8216-88-8 |
| 21   |        | 2016年11月9日  | ISBN 978-4-08-880806-2                        | 遠月列車向前行   | 2016年12月19日 | ISBN 978-986-482-349-9 | 行駛的遠月列車       | 2016年12月31日 | ISBN 978-988-8216-89-5 |
| 22   |        | 2016年12月31日 | ISBN 978-4-08-880886-4                        | 再戰好對手       | 2017年2月23日  | ISBN 978-986-482-499-1 | 和勁敵再戰           | 2017年1月26日  | ISBN 978-988-8216-94-9 |
| 23   |        | 2017年3月3日   | ISBN 978-4-08-881020-1                        | 開拓荒野之人     | 2017年4月28日  | ISBN 978-986-486-071-5 | 拓荒者               | 2017年4月28日  | ISBN 978-988-8216-97-0 |
| 24   |        | 2017年5月2日   | ISBN 978-4-08-881072-0                        | 歡迎來到決戰之地 | 2017年6月16日  | ISBN 978-986-486-289-4 | 歡迎來到決戰之地     | 2017年6月19日  | ISBN 978-988-8216-00-0 |
| 25   |        | 2017年7月4日   | ISBN 978-4-08-881020-1                        | 吊車尾的生存方式 | 2017年8月25日  | ISBN 978-986-486-604-5 | 落後者的生存方式     | 2017年7月29日  | ISBN 978-988-8217-21-2 |
| 26   |        | 2017年9月4日   | ISBN 978-4-08-881204-5                        | 第2輪            | 2017年10月27日 | ISBN 978-986-486-871-1 | 2nd BOUT             | 2017年10月25日 | ISBN 978-988-8217-24-3 |
| 27   |        | 2017年11月2日  | ISBN 978-4-08-881224-3                        | 第3輪            | 2017年12月28日 | ISBN 978-957-26-0160-0 | 3rd BOUT             | 2017年12月19日 | ISBN 978-988-8217-29-8 |
| 28   |        | 2018年2月2日   | ISBN 978-4-08-881321-9                        | 一年級小鬼頭     | 2018年4月12日  | ISBN 978-957-26-0750-3 | 一年級小子           | 2018年3月24日  | ISBN 978-988-8217-31-1 |
| 29   |        | 2018年5月2日   | ISBN 978-4-08-881361-5                        | 決勝戰           | 2018年7月6日   | ISBN 978-957-26-1394-8 | 終局戰               | 2018年6月16日  | ISBN 978-988-8217-34-2 |
| 30   |        | 2018年7月4日   | ISBN 978-4-08-881411-7                        | 兩人的食戟       | 2018年9月21日  | ISBN 978-957-26-1648-2 | 二人的食戟           | 2018年8月15日  | ISBN 978-988-8217-37-3 |
| 31   |        | 2018年9月4日   | ISBN 978-4-08-881563-3                        | 新生「遠月學園」 | 2018年12月17日 | ISBN 978-957-26-1897-4 | 新生「遠月學園」     | 2018年11月2日  | ISBN 978-988-8217-49-6 |
| 32   |        | 2018年12月4日  | ISBN 978-4-08-881645-6                        | 暗藏危險的訪客   | 2019年2月22日  | ISBN 978-957-26-2357-2 | 險惡的來訪者         | 2019年2月2日   | ISBN 978-988-8217-67-0 |
| 33   |        | 2019年2月4日   | ISBN 978-4-08-881719-4                        | 深夜裡的真正價值 | 2019年5月3日   | ISBN 978-967-26-2891-1 | 深夜中的真正價值     | 2019年3月29日  | ISBN 978-988-8217-70-0 |
| 34   |        | 2019年4月4日   | ISBN 978-4-08-881796-5                        | 交錯之刃         | 2019年6月28日  | ISBN 978-957-26-3227-7 | 交錯的刀刃           | 2019年5月25日  | ISBN 978-988-8217-74-8 |
| 35   |        | 2019年6月4日   | ISBN 978-4-08-881841-2                        | 「神之舌」的絕望 | 2019年8月30日  | ISBN 978-957-26-3662-6 | 「神之舌」的絕望     | 2019年7月25日  | ISBN 978-988-8217-75-5 |
| 36   |        | 2019年10月4日  | ISBN 978-4-08-882073-6                        | 食戟之靈         | 2020年2月27日  | ISBN 978-957-26-4296-2 | 食戟之靈             | 2019年11月16日 | ISBN 978-988-8217-816  |

### 輕小說
- 原作：附田祐斗／著：伊藤美智子／插畫：佐伯俊／協力：森崎友紀

| 卷數                       | 集英社                | 集英社                | 集英社                 | 東立出版社            | 東立出版社            | 東立出版社             |
| 卷數                       | 副標題                | 發售日期              | ISBN                   | 副標題                | 發售日期              | ISBN                   |
| 食戟之靈 ~a la carte~      | 食戟之靈 ~a la carte~ | 食戟之靈 ~a la carte~ | 食戟之靈 ~a la carte~  | 食戟之靈 ~a la carte~ | 食戟之靈 ~a la carte~ | 食戟之靈 ~a la carte~  |
| -------------------------- | --------------------- | --------------------- | ---------------------- | --------------------- | --------------------- | ---------------------- |
| 1                          |                       | 2014年2月4日          | ISBN 978-4-08-703308-3 | 遺失的食譜            | 2015年1月29日         | ISBN 978-986-382-557-9 |
| 2                          |                       | 2014年11月4日         | ISBN 978-4-08-703337-3 | 甜美的記憶            | 2015年7月23日         | ISBN 978-986-431-734-9 |
| 3                          |                       | 2015年4月3日          | ISBN 978-4-08-703356-4 | 幸平·in·New York      | 2015年10月29日        | ISBN 978-986-462-245-0 |
| 食戟之靈 ~Fratelli Aldini~ |                       |                       |                        |                       |                       |                        |
| 1                          |                       | 2015年10月2日         | ISBN 978-4-08-703381-6 | 佛羅倫斯的半月        | 2016年4月28日         | ISBN 978-986-470-165-0 |

### 外傳漫畫
- 原作：附田祐斗、佐伯俊、森崎友紀／故事：伊藤美智子／作畫：昭時大紀《食戟之靈 Letoile》集英社〈JUMP COMICS〉

蔬菜料理的魔術師四宮小次郎的外傳故事。（全8冊）
| 卷數 | 集英社 | 集英社        | 集英社                 | 東立出版社                     | 東立出版社     | 東立出版社             |
| 卷數 | 副標題 | 發售日期      | ISBN                   | 副標題                         | 發售日期       | ISBN                   |
| ---- | ------ | ------------- | ---------------------- | ------------------------------ | -------------- | ---------------------- |
| 1    |        | 2015年8月4日  | ISBN 978-4-08-880534-4 | 號稱「蔬菜料理的魔法師」的男人 | 2017年5月3日   | ISBN 978-986-482-604-9 |
| 2    |        | 2016年3月4日  | ISBN 978-4-08-880642-6 | 堅守傅統的餐廳                 | 2017年7月6日   | ISBN 978-986-482-605-6 |
| 3    |        | 2016年9月2日  | ISBN 978-4-08-880736-2 | 來自法國的菜園                 | 2016年9月25日  | ISBN 978-986-482-606-3 |
| 4    |        | 2017年3月3日  | ISBN 978-4-08-881042-3 | 外燴料理人                     | 2018年2月8日   | ISBN 978-986-486-066-1 |
| 5    |        | 2017年11月2日 | ISBN 978-4-08-881250-2 | 另有隱情的天使                 | 2018年3月19日  | ISBN 978-957-26-0164-8 |
| 6    |        | 2018年5月2日  | ISBN 978-4-08-881395-0 | 小次郎的異狀                   | 2018年7月16日  | ISBN 978-957-261-257-6 |
| 7    |        | 2019年2月4日  | ISBN 978-4-08-881579-4 | 離家出走                       | 2020年8月24日  | ISBN 978-957-26-2966-6 |
| 8    |        | 2019年10月4日 | ISBN 978-4-08-882085-9 | 星星                           | 2021年10月14日 | ISBN 978-957-26-4359-4 |

### 其他書籍
| 標題                                       | 集英社        | 集英社                 | 東立出版社   | 東立出版社             |
| 標題                                       | 發售日期      | ISBN                   | 發售日期     | ISBN                   |
| ------------------------------------------ | ------------- | ---------------------- | ------------ | ---------------------- |
| 食戟之靈公式食譜 遠月學園 勝負的一道菜     | 2015年6月4日  | ISBN 978-4-08-880524-5 | 2016年5月9日 | ISBN 978-986-462-610-6 |
| 食戟之靈終極漫迷手冊 ~creators specialite~ | 2019年10月4日 | ISBN 978-4-08-882127-6 | 2021年2月2日 | ISBN 978-957-26-5606-8 |

## VOMIC
2013年公佈VOMIC（分鏡廣播劇）化的消息。同年8月於VOMIC公式網站上配信。

## 電視動畫
本作由動畫公司J.C.STAFF製作。2015年4月至9月播放第1季（本篇全24集+OVA全2集）；2016年7月至9月播放第2季（本篇全13集+OVA全2集），副標題為「貳之皿」；2017年10月至12月播放第3季前半部（本篇全12集+OVA全1集），副標題為「餐之皿」；2018年4月至6月播放第3季後半部（全12集），副標題為「餐之皿 遠月列車篇」；2019年10月至12月播放第4季（全12集），副標題為「神之皿」；2020年4月起播放第5季，副標題為「豪之皿」（全13集）。

## 遊戲
《食戟之靈 最饗的食譜》（食戟のソーマ 最饗のレシピ）
手機遊戲，萬代南夢宮遊戲於2015年8月17日配信。
《食戟之靈 友情和羈絆的一盤》（食戟のソーマ 友情と絆の一皿）
任天堂3DS遊戲，FuRyu於2015年12月17日發售。

## 外部連結
- 《食戟之靈》L'etoile-星辰廣場- - 少年Jump+
- 《食戟之靈》漫畫官方的X（前Twitter）（日語）
- 《食戟之靈》最饗的食譜 |智慧型手機遊戲公式網站 （页面存档备份，存于）（日語）
- 《食戟之靈》最饗的食譜 遊戲官方的X（前Twitter）（日語）
- 《食戟之靈》友情與羈絆的一盤 |3DS遊戲公式網站 （页面存档备份，存于）（日語）
- 《食戟之靈》友情與羈絆的一盤 遊戲官方的X（前Twitter）（日語）